# Acteon tornatilis
Espèce
L'espèce Acteon tornatilis est un mollusque appartenant à la famille des Acteonidae.
- Répartition : côtes atlantiques de l'Europe, depuis l'Islande et la Norvège, et Méditerranée.
- Longueur : 2,5 cm

## Source
- Arianna Fulvo et Roberto Nistri (2005). 350 coquillages du monde entier. Delachaux et Niestlé (Paris) : 256 p.  (ISBN 978-2-603-01374-8)